# Deidesheim
Deidesheim é uma cidade da Alemanha localizada no distrito (Kreis ou Landkreis) de Bad Dürkheim, na associação municipal de Verbandsgemeinde Deidesheim, no estado da Renânia-Palatinado.
Pertence à rede das Cidades Cittaslow.

## Demografia
Evolução da população:
| ano       | 1530       | 1618       | 1667 | 1702 | 1737 | 1774  | 1815  | 1849  | 1871  | 1895  | 1917  | 1933  | 1953  | 2006  |
| população | aprox. 500 | aprox. 630 | 561  | 444  | 895  | 1.241 | 1.760 | 2.729 | 2.697 | 2.783 | 2.197 | 2.559 | 3.100 | 3.739 |